# Норт-Бранч (город, Миннесота)
Норт-Бранч (англ. North Branch) — город в округе Шисаго, штат Миннесота, США. На площади 93,3 км² (92,4 км² — суша, 0,9 км² — вода), согласно переписи 2002 года, проживают 8023 человека. Плотность населения составляет 86,8 чел./км².
- Телефонный код города — 651
- Почтовый индекс — 55056
- FIPS-код города — 27-46798[1]
- GNIS-идентификатор — 0648609[2]